# Condensació de polaritons de Bose-Einstein
La condensació de polaritons de Bose-Einstein és un camp en creixement en la investigació de l'òptica dels semiconductors, que presenta una coherència espontània semblant a un làser, però mitjançant un mecanisme diferent. Es pot fer una transició contínua de la condensació de polaritó a lasing de manera similar a la de l'encreuament d'un condensat de Bose-Einstein a un estat BCS en el context dels gasos Fermi. La condensació de polaritons de vegades s'anomena "lasing sense inversió".

## Visió general
Els polaritons són quasipartícules bosòniques que es poden considerar com a fotons vestits. En una cavitat òptica, els fotons tenen una massa efectiva, i quan la ressonància òptica d'una cavitat s'acosta en energia a una ressonància electrònica (normalment un excitó) en un medi dins de la cavitat, els fotons interaccionen fortament i es repel·leixen entre si. Per tant, actuen com àtoms que poden apropar-se a l'equilibri a causa de les seves col·lisions entre si, i poden patir condensació de Bose-Einstein (BEC) a alta densitat o baixa temperatura. Aleshores, el condensat de polaritons de Bose emet llum coherent com un làser. Com que el mecanisme per a l'inici de la coherència són les interaccions entre els polaritons, i no el guany òptic que prové de la inversió, la densitat del llindar pot ser força baixa.

## Història
La teoria del polariton BEC va ser proposada per primera vegada per Atac Imamoglu i coautors incloent Yoshihisa Yamamoto. Aquests autors van afirmar l'observació d'aquest efecte en un article posterior, però finalment es va demostrar que era un làser estàndard. En treballs posteriors en col·laboració amb el grup de recerca de Jacqueline Bloch, l'estructura es va redissenyar per incloure diversos pous quàntics dins de la cavitat per evitar la saturació de la ressonància de l'excitó, i el 2002 es va informar de l'evidència de la condensació no en equilibri que incloïa correlacions fotó-fotó coherents amb la coherència espontània. Els grups experimentals posteriors han utilitzat essencialment el mateix disseny. El 2006, el grup de Benoit Deveaud i els seus coautors van informar de la primera afirmació àmpliament acceptada de la condensació de polaritons Bose-Einstein no equilibrada basada en la mesura de la distribució del moment dels polaritons. Tot i que el sistema no estava en equilibri, es va observar un pic clar en l'estat fonamental del sistema, una predicció canònica de BEC. Tots dos experiments van crear un gas polaritó en una expansió lliure incontrolada. L'any 2007, el grup experimental de David Snoke va demostrar la condensació no equilibrada de polaritons Bose-Einstein en una trampa, similar a la manera com els àtoms estan confinats en trampes per als experiments de condensació de Bose-Einstein. L'observació de la condensació de polaritons en una trampa va ser significativa perquè els polaritons es van desplaçar del punt d'excitació làser, de manera que l'efecte no es podia atribuir a un simple efecte no lineal de la llum làser. Jaqueline Bloch i els seus companys van observar la condensació de polaritons el 2009, després de la qual molts altres experimentalistes van reproduir l'efecte (per a les revisions vegeu la bibliografia). Alberto Amo i col·laboradors van informar de l'evidència de la superfluidesa dels polarits, basant-se en la dispersió suprimida dels polaritons durant el seu moviment. Aquest efecte s'ha vist més recentment a temperatura ambient, que és la primera evidència de superfluidesa a temperatura ambient, encara que en un sistema altament no equilibrat. S'ha demostrat el BEC de plasmon-polaritons en règims d'acoblament febles i forts, en matrius periòdiques de nanopartícules metàl·liques superposades amb molècules de colorant, que funcionen a temperatura ambient.

## Condensació de polaritons en equilibri
La primera demostració clara de la condensació Bose-Einstein de polaritons en equilibri va ser informada per una col·laboració de David Snoke, Keith Nelson i companys de feina, utilitzant estructures d'alta qualitat fabricades per Loren Pfeiffer i Ken West a Princeton. Abans d'aquest resultat, els condensats de polariton sempre s'observaven fora d'equilibri. Tots els estudis anteriors van utilitzar el bombeig òptic per crear el condensat. La injecció elèctrica, que permet un làser polariton que podria ser un dispositiu pràctic, es va mostrar el 2013 per dos grups.

## Condensació sense equilibri
Els condensats de polariton són un exemple, i l'exemple més ben estudiat, de la condensació de quasipartícules de Bose-Einstein. Com que la majoria del treball experimental sobre condensats de polariton utilitzava estructures amb una vida útil molt curta de polariton, un gran cos de teoria ha abordat les propietats de la condensació no equilibrada i la superfluidesa. En particular, Jonathan Keeling i Iacopo Carusotto i C. Ciuti han demostrat que tot i que un condensat amb dissipació no és un superfluid "vertader", encara té una velocitat crítica per a l'aparició d'efectes de superfluid.